# Chris d'Entremont
Christopher André d'Entremont, né le 31 octobre 1969, est un homme politique (néo-écossais) acadien et canadien.
Membre du Parti progressiste-conservateur de la Nouvelle-Écosse, il représente la circonscription d'Argyle-Barrington à l'Assemblée législative de la Nouvelle-Écosse. Il obtient un cinquième mandat de député à l'élection générale de 2017.

## Carrière politique
Il est leader parlementaire de l’opposition.
Il a été ministre de l’Agriculture et des Pêches, ministre de la Santé, ministre des Services communautaires, ministre des Affaires acadiennes et ministre responsable du Secrétariat à la jeunesse.